# Sicera albidella
Sicera albidella är en fjärilsart som beskrevs av Pierre Chrétien 1908. Sicera albidella ingår i släktet Sicera och familjen stävmalar. Inga underarter finns listade i Catalogue of Life.